# MAGIC (DREAMS COME TRUEのアルバム)
『MAGIC』（マジック）は、DREAMS COME TRUEの6枚目のアルバム。1993年12月4日にEpic/Sony Records（現・エピックレコードジャパン）からリリースされた。

## 概要
- 初週で114万枚を売り上げ、4週目で200万枚を突破した（オリコン調べ）。オリコン週間ランキングでは、7週連続1位を獲得し、サザンオールスターズの『KAMAKURA』以来で約9年ぶりの記録となった[1]。
- 1994年6月時点で、累計売上は約260万枚（エピックレコードジャパン）[2]。1994年度アルバム年間1位を記録している。
- このアルバムを携えて、コンサートツアー『DREAMS COME TRUE CONCERT TOUR MAGIC JOURNEY』を開催した。
- DREAMS COME TRUEは、本作で1994年の、次作の「DELICIOUS」で1995年のアルバムランキングで1位を獲得し、2連覇となった。

## 収録曲
| 全作詞: 吉田美和（M-1を除く）、全編曲: 中村正人。 |                          |                        |                    |      |
| #                                                 | タイトル                 | 作詞                   | 作曲               | 時間 |
| 1.                                                | 「…AND THEN?」           | 吉田美和 （M-1を除く） | 中村正人           | 1:11 |
| 2.                                                | 「LOVETIDE」             | 吉田美和 （M-1を除く） | 中村正人           | 4:14 |
| 3.                                                | 「go for it!」           | 吉田美和 （M-1を除く） | 吉田美和・中村正人 | 4:14 |
| 4.                                                | 「冬三昧にはまだ遠い」   | 吉田美和 （M-1を除く） | 吉田美和・中村正人 | 4:07 |
| 5.                                                | 「I'm a liar」           | 吉田美和 （M-1を除く） | 中村正人           | 4:14 |
| 6.                                                | 「 𝓪 𝓵𝓲𝓽𝓽𝓵𝓮 𝔀𝓪𝓵𝓽𝔃」      | 吉田美和 （M-1を除く） | 吉田美和           | 3:26 |
| 7.                                                | 「花曇りの日曜日」       | 吉田美和 （M-1を除く） | 中村正人           | 4:09 |
| 8.                                                | 「いろんな気持ち」       | 吉田美和 （M-1を除く） | 中村正人           | 5:07 |
| 9.                                                | 「愛してる 愛してた」    | 吉田美和 （M-1を除く） | 吉田美和           | 4:29 |
| 10.                                               | 「雨の終わる場所」       | 吉田美和 （M-1を除く） | 中村正人           | 4:35 |
| 11.                                               | 「FANTASIA #1」          | 吉田美和 （M-1を除く） | 中村正人           | 4:34 |
| 12.                                               | 「HAPPY HAPPY BIRTHDAY」 | 吉田美和 （M-1を除く） | 吉田美和           | 1:15 |
| 合計時間:                                         | 合計時間:                | 合計時間:              | 45:35              |      |

## 楽曲解説
1. …AND THEN?
  - 前作『The Swinging Star』の「決戦は金曜日」、「晴れたらいいね」をモチーフにしている。
2. LOVETIDE
  - SONY PRO PIXY ESPRIT CFソング
3. go for it!
  - 13thシングル。
  - アウトロでシングルにはなかった吉田とマイク・ピラの会話が入っている。
4. 冬三昧にはまだ遠い
5. I'm a liar
6. 𝓪 𝓵𝓲𝓽𝓽𝓵𝓮 𝔀𝓪𝓵𝓽𝔃
  - 日本コカ・コーラ「爽健美茶」CMソング、PS2『牧場物語 Oh!ワンダフルライフ』主題歌
  - この曲のタイトルだけは筆記体で表記されている。これは、他の作品に収録されたときにも同じである。
7. 花曇りの日曜日
8. いろんな気持ち
  - 資生堂「レシェンテ」CMソング
9. 愛してる 愛してた
  - 当時まだ若手だったフラメンコギタリストのビセンテ・アミーゴがゲスト参加している。
10. 雨の終わる場所
  - 13thシングル。
  - シングルバージョンよりもイントロが長く、このバージョンでは冒頭部分はフェードインする。
11. FANTASIA #1
12. HAPPY HAPPY BIRTHDAY
2014年3月26日に発売したシングル「AGAIN」のカップリングに、新しく新録されたものが収録された[3]

## ライブ映像
| #  | タイトル             | 収録ライブ                                                           |
| -- | -------------------- | -------------------------------------------------------------------- |
| 2  | LOVETIDE             | 史上最強の移動遊園地 DREAMS COME TRUE WONDERLAND 1995                |
| 2  | LOVETIDE             | 史上最強の移動遊園地 DREAMS COME TRUE WONDERLAND 2007                |
| 2  | LOVETIDE             | DREAMS COME TRUE 裏ドリワンダーランド 2016                           |
| 3  | go for it!           | 史上最強の移動遊園地 DREAMS COME TRUE WONDERLAND 1995                |
| 3  | go for it!           | 史上最強の移動遊園地 DREAMS COME TRUE WONDERLAND 2007                |
| 3  | go for it!           | 20th Anniversary DREAMS COME TRUE CONCERT TOUR 2009 “ドリしてます？” |
| 3  | go for it!           | DREAMS COME TRUE 裏ドリワンダーランド 2016                           |
| 3  | go for it!           | ENEOS×DREAMS COME TRUE ドリカム３０周年前夜祭 ～ENERGY for ALL～     |
| 4  | 冬三昧にはまだ遠い   | WINTER FANTASIA 2008 ～DCTgarden “THE LIVE!!!”                       |
| 4  | 冬三昧にはまだ遠い   | ENEOS×DREAMS COME TRUE ドリカム３０周年前夜祭 ～ENERGY for ALL～     |
| 6  | a little waltz       | 史上最強の移動遊園地 DREAMS COME TRUE WONDERLAND 1999 ～夏の夢～     |
| 6  | a little waltz       | 史上最強の移動遊園地 DREAMS COME TRUE WONDERLAND 2003                |
| 6  | a little waltz       | 史上最強の移動遊園地 DREAMS COME TRUE WONDERLAND 2007                |
| 7  | 花曇りの日曜日       | POCARI SWEAT 30th SPECIAL LIVE ドリ×ポカリ ～イキイキ！～            |
| 8  | いろんな気持ち       | 史上最強の移動遊園地 DREAMS COME TRUE WONDERLAND 1999 ～冬の夢～     |
| 8  | いろんな気持ち       | 20th Anniversary DREAMS COME TRUE CONCERT TOUR 2009 “ドリしてます？” |
| 9  | 愛してる 愛してた    | 史上最強の移動遊園地 DREAMS COME TRUE WONDERLAND 1999 ～夏の夢～     |
| 9  | 愛してる 愛してた    | 史上最強の移動遊園地 DREAMS COME TRUE WONDERLAND 2003                |
| 9  | 愛してる 愛してた    | DREAMS COME TRUE 裏ドリワンダーランド 2012/2013                      |
| 9  | 愛してる 愛してた    | 史上最強の移動遊園地 DREAMS COME TRUE WONDERLAND 2019                |
| 10 | 雨の終わる場所       | POCARI SWEAT 30th SPECIAL LIVE ドリ×ポカリ ～イキイキ！～            |
| 10 | 雨の終わる場所       | DREAMS COME TRUE 裏ドリワンダーランド 2016                           |
| 12 | HAPPY HAPPY BIRTHDAY | 史上最強の移動遊園地 DREAMS COME TRUE WONDERLAND 2007                |
| 12 | HAPPY HAPPY BIRTHDAY | 25th Anniversary DREAMS COME TRUE CONCERT TOUR 2014 - ATTACK -       |